# Mesorhynchaglaea pacifica
Mesorhynchaglaea pacifica là một loài bướm đêm trong họ Noctuidae.